# Loelia Lindsay

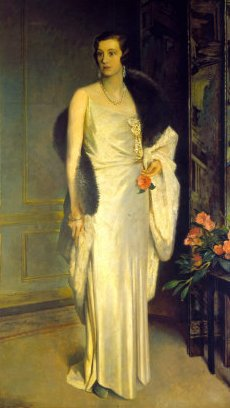
Lady Lindsay, Duchess of Westminster, Gemälde von Glyn Warren Philpot (zwischen 1930 und 1937)

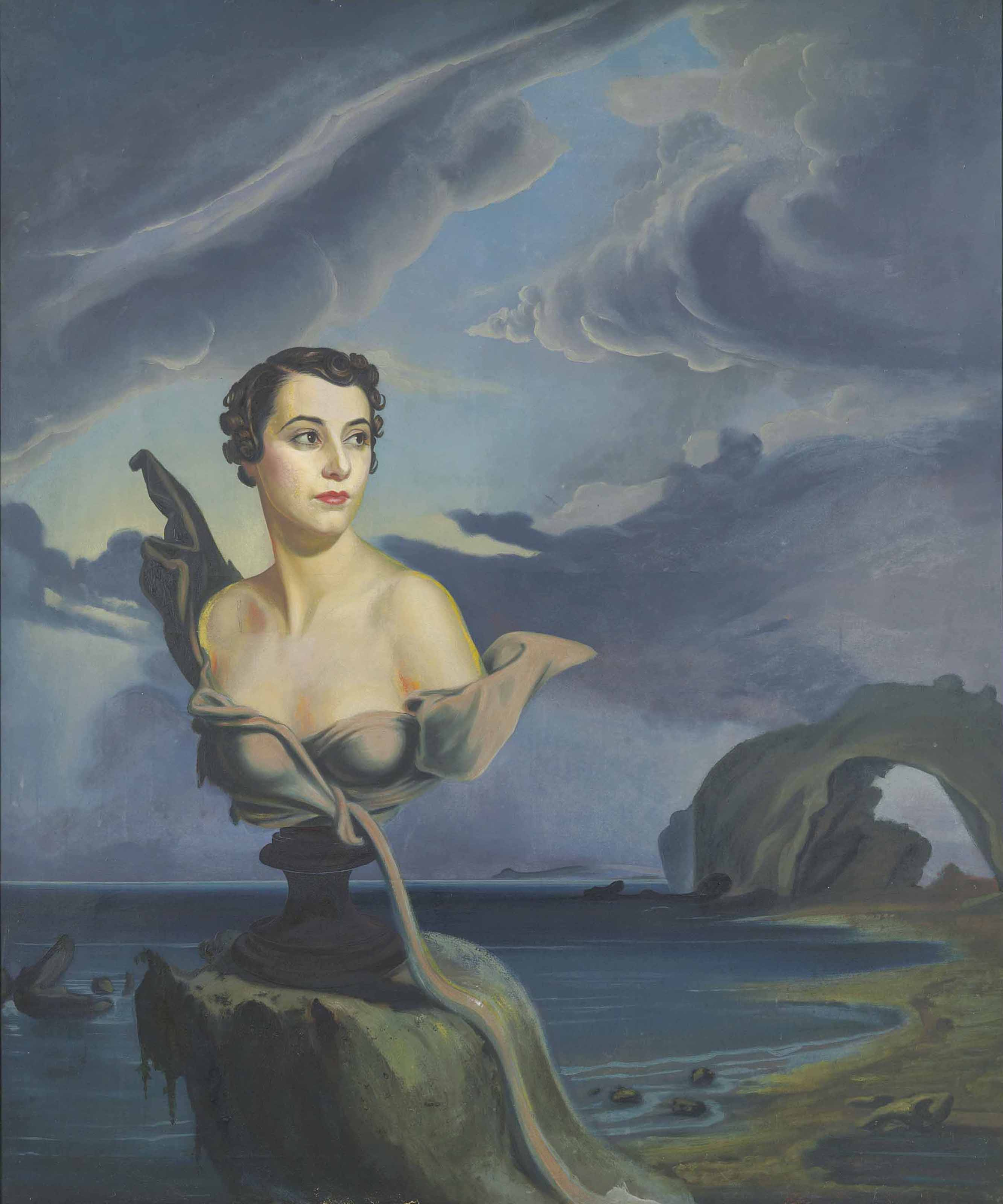
Loelia, Duchess of Westminster, Gemälde von William Acton (zwischen 1930 und 1945)

Loelia Mary, Lady Lindsay (* 6. Februar 1902 in London, England als Loelia Mary Ponsonby; † 1. November 1993 ebd.) war eine britische Adlige, Expertin für Handarbeiten und Zeitschriftenredakteurin.

## Biografie
Sie war die einzige Tochter von Sir Frederick Ponsonby, später 1. Baron Sysonby, und Victoria Lily (Kennard), Lady Sysonby, einer bekannten Kochbuchautorin. Ihre Kindheit und Jugend verbrachte sie im St James’s Palace, im Park House des Sandringham House und in Birkhall. Sie zählte zu den Bright Young People, einer Gruppe junger Aristokraten und Künstler, die im London der 1920er Jahre ein ausschweifendes, von der Boulevardpresse gefeiertes Leben führten.
Am 20. Februar 1930 heiratete sie den bereits zweimal geschiedenen Hugh Grosvenor, 2. Duke of Westminster, ein Medienereignis mit Winston Churchill als Trauzeugen. Das Paar hatte keine Kinder und lebte zuletzt getrennt, bevor die Ehe 1947 geschieden wurde.
Nach der Scheidung widmete sich Loelia, Duchess of Westminster, in Send (Surrey) der Handarbeit und dem Garten und lud Freunde und Künstler ein. Ihre Handarbeitssammlung ging nach ihrem Tod an den National Trust. In den 1950er Jahren arbeitete sie als Redakteurin für die Zeitschrift House & Garden. 1961 veröffentlichte sie ihre Memoiren Grace and Favour: The Memoirs of Loelia, Duchess of Westminster.
Am 1. August 1969 heiratete sie den geschiedenen Offizier, Polarforscher, Politiker und Autoren Sir Martin Lindsay, 1. Baronet, der 1981 starb. Ihre letzten Jahre verbrachte Lady Lindsey in Pflegeheimen. Sie starb am 1. November 1993.